# Metrický tenzor
V matematice je metrický tenzor zpravidla tenzorové pole druhého řádu na hladké varietě, které dává do souvislosti souřadnice a vzdálenost. Jinými slovy, zvolíme na tečném bandlu hladké variety tenzorové pole druhého řádu. V daném bodě variety přiřadí toto pole dvěma vektorům z tečného prostoru reálné číslo.
Dosadíme-li dva různé vektory U,V, realizuje tento přepis jejich skalární součin. Dosadíme-li dva stejné vektory V, definujeme tímto přepisem čtverec velikosti vektoru V. Pokud pro každý vektor V a každý bod variety je toto číslo kladné, označujeme metriku jako Riemannovskou. V obecném případě, kdy může čtverec velikosti vektoru vyjít záporný, označujeme metriku jako pseudo-Riemannovskou. Toto je typické např. pro Obecnou teorii relativity.

## Metrická forma
Dále využíváme souřadnicový zápis vektorů. Kvadrát vzdálenosti dvou bodů je metrickým tenzorem {\displaystyle g_{ij}} dán v závislosti na souřadnicích v diferenciálním tvaru předpisem:
{\displaystyle \mathrm {d} s^{2}=g_{ij}\mathrm {d} x^{i}\mathrm {d} x^{j}\,},
kde využíváme Einsteinovu sumační konvenci, tedy sčítání přes všechny hodnoty stejných indexů v jednom členu, které mají opačnou polohu. Tento výraz bývá označován jako základní (nebo metrická) forma daného metrického prostoru.
Předpokládejme, že {\displaystyle x_{i}} představují kartézské souřadnice v {\displaystyle n}-rozměrném eukleidovském prostoru. V takovém případě lze s použitím Einsteinova sumačního pravidla psát
{\displaystyle \mathrm {d} s^{2}=\mathrm {d} x_{i}\,\mathrm {d} x^{i}}
Použijeme-li v tomto prostoru křivočaré souřadnice {\displaystyle \xi _{j}}, tzn. {\displaystyle \mathrm {d} x_{i}={\frac {\partial x_{i}}{\partial \xi ^{j}}}\mathrm {d} \xi ^{j}}, lze metrickou formu přepsat na tvar
{\displaystyle \mathrm {d} s^{2}={\frac {\partial x_{i}}{\partial \xi ^{j}}}{\frac {\partial x_{i}}{\partial \xi ^{k}}}\mathrm {d} \xi ^{j}\mathrm {d} \xi ^{k}}
Vyjádříme-li metrický tenzor jako
{\displaystyle g_{ij}={\frac {\partial x_{k}}{\partial \xi ^{i}}}{\frac {\partial x_{k}}{\partial \xi ^{j}}}={\frac {\partial x_{1}}{\partial \xi ^{i}}}{\frac {\partial x_{1}}{\partial \xi ^{j}}}+{\frac {\partial x_{2}}{\partial \xi ^{i}}}{\frac {\partial x_{2}}{\partial \xi ^{j}}}+\cdots +{\frac {\partial x_{n}}{\partial \xi ^{i}}}{\frac {\partial x_{n}}{\partial \xi ^{j}}}},
pak lze metrickou formu v křivočarých souřadnicích vyjádřit jako
{\displaystyle \mathrm {d} s^{2}=g_{jk}\mathrm {d} \xi ^{j}\mathrm {d} \xi ^{k}}
Např. délku křivky spočteme jako:
{\displaystyle s=\int _{t_{1}}^{t_{2}}{{\sqrt {g_{ij}{\frac {\mathrm {d} x^{i}}{\mathrm {d} t}}{\frac {\mathrm {d} x^{j}}{\mathrm {d} t}}}}\mathrm {d} t},\,}
kde {\displaystyle t} je parametr křivky. Takto se délka křivky zpravidla definuje pouze pokud je člen pod odmocninou podél celé křivky kladný.
Kovariantní tenzor {\displaystyle g_{ij}} bývá také vyjadřován jako
{\displaystyle g_{ij}=(\mathbf {e} _{i},\mathbf {e} _{j})},
kde {\displaystyle \mathbf {e} _{i},\mathbf {e} _{j}} představují bázi.
Podobně lze pro kontravariantní složky metrického tenzoru psát
{\displaystyle g^{ij}=(\mathbf {e} ^{i},\mathbf {e} ^{j})={\frac {\partial \xi ^{i}}{\partial x_{k}}}{\frac {\partial \xi ^{j}}{\partial x_{k}}}}
a pro smíšené složky
{\displaystyle g_{j}^{i}=(\mathbf {e} ^{i},\mathbf {e} _{j})={\frac {\partial \xi ^{i}}{\partial x_{k}}}{\frac {\partial x_{k}}{\partial \xi ^{j}}}=\delta _{j}^{i}},
kde {\displaystyle \delta _{j}^{i}} je Kroneckerovo delta a {\displaystyle \mathbf {e} ^{i},\mathbf {e} _{i}} jsou prvky sdružených bází.

## Výpočet velikostí vektorů, úhlů a vzdáleností
Velikost vektoru je tedy dána vztahem
{\displaystyle V={\sqrt {g_{ij}V^{i}V^{j}}}.\,}
Úhel dvou vektorů je zpravidla definován pomocí kosinové věty (jelikož kosinus úhlu sevřeného dvěma vektory je podílem skalárního součinu těchto vektorů a součinu velikostí těchto vektorů) přepisem
{\displaystyle \cos \vartheta ={\frac {g_{ij}V^{i}U^{j}}{{\sqrt {g_{ij}V^{i}V^{j}}}{\sqrt {g_{ij}U^{i}U^{j}}}}},}
jsou-li výrazy pod odmocninou kladné.

## Zvedání a snižování indexů metrickým tenzorem
Metrický tenzor zajišťuje rovněž přechod mezi tečným prostorem a kotečným prostorem variety. (Často se lze setkat s jiným popisem, totiž že metrický tenzor umožňuje transformovat vektorové a tenzorové veličiny mezi kovariantní a kontravariantní bází daného prostoru. Kovariantní a kontravariantní komponenty tenzorů jsou odlišeny polohou indexů značících složky tenzoru. Odtud zvedání a snižování indexů.) To mj. znamená, že se prostřednictvím metrického tenzoru zvedají a snižují indexy vektorů a tenzorů, a to následujícím způsobem:
Definujeme kontravariantní vyjádření metrického tenzoru vztahy
{\displaystyle g^{ij}g_{jk}=\delta _{k}^{i}},
kde {\displaystyle \delta _{k}^{i}} je kroneckerovo delta. Složky {\displaystyle g_{ij}} známe, kdežto složky {\displaystyle g^{ij}} jsou touto soustavou jednoznačně určeny. Potom indexy tenzoru (m+n)-tého řádu {\displaystyle {T^{i_{1}\dots i_{m}}}_{i_{1}\dots i_{n}}} zvyšujeme či snižujeme následujícím způsobem:
{\displaystyle g^{i_{m+1}i_{k}}{T^{i_{1}\dots i_{m}}}_{i_{1}\dots i_{k-1}i_{k}i_{k+1}\dots i_{n}}={T^{i_{1}\dots i_{m}i_{m+1}}}_{i_{1}\dots i_{k-1}i_{k+1}\dots i_{n}},}
{\displaystyle g_{i_{n+1}i_{k}}{T^{i_{1}\dots i_{k-1}i_{k}i_{k+1}\dots i_{m}}}_{i_{1}\dots i_{n}}={T^{i_{1}\dots i_{k-1}i_{k+1}\dots i_{m}}}_{i_{1}\dots i_{n}i_{n+1}}.}

## Vlastnosti
Metrický tenzor je symetrický, tzn.
{\displaystyle g_{ij}=g_{ji}}
{\displaystyle g^{ij}=g^{ji}}